# Kandy (district)

Situation du district de Kandy

Le district de Kandy est un des 25 districts du Sri Lanka. C'est le district central de la province du Centre.
Il est limitrophe, au nord, du district de Matale (province du Centre), à l'est du district de Badulla (province d'Uva), au sud du district de Nuwara Eliya, à l'ouest du district de Kegalle (dans la province de Sabaragamuwa) et au nord-ouest du district de Kurunegala (dans la province du Nord-Ouest).
Sa superficie est de 1906,3 km² et sa population de 1 279 028 personnes (recensement de 2001). Il a pour capitale la ville historique de Kandy.

## Démographie
Selon le recensement de 2001, les 1 279 028 habitants étaient répartis comme suit :
- cinghalais : 74,1 %
- maures sri-lankais 13,1 %[2]
- tamouls d'origine indienne : 8,1 %
- tamouls d'origine sri-lankaise : 4,1 %

Ils déclaraient les religions suivantes :
- bouddhisme : 73,3 %
- islam : 13,6 %
- hindouisme : 10,5 %
- christianisme : 2,6 %[3]